# Westheide
Westheide ist eine Gemeinde  im Landkreis Börde in Sachsen-Anhalt. Sie ist Mitgliedsgemeinde der Verbandsgemeinde Elbe-Heide.

## Geografie
Die Gemeinde wurde nach der westlichen Colbitz-Letzlinger Heide benannt. Sie besteht aus einem nördlichen Teil mit dem Ortsteil Born sowie einem südlichen mit Hillersleben und Neuenhofe. Beide Teile wurden erst durch einen Gebietstausch mit den Gemeinden Burgstall und Colbitz verbunden. Westheide grenzt an die Gemeinden Burgstall, Colbitz, Niedere Börde, Haldensleben und Calvörde sowie im Norden an die im Altmarkkreis Salzwedel liegende Stadt Gardelegen.

### Gemeindegliederung
Die Gemeinde Westheide gliedert sich in die Ortsteile Born, Hillersleben und Neuenhofe.

## Politik

### Gemeinderat
Der Gemeinderat von Westheide setzt sich nach der Kommunalwahl vom 26. Mai 2019 wie folgt zusammen:
| Partei/Liste                              | Sitze |
| ----------------------------------------- | ----- |
| CDU                                       | 4     |
| Bürgerbündnis Westheide                   | 2     |
| Bürgerinitiative Westheide                | 3     |
| Freizeit, Sport und Entwicklung Westheide | 2     |
| Einzelbewerber                            | 1     |

### Wappen
Das Wappen wurde am 22. April 2010 durch den Landkreis genehmigt.
Blasonierung: „Gespalten und halb geteilt, vorn in Rot zwei silberne Kirchtürme mit je einem schwarzen Fenster und Turmkreuzen auf den beknauften Spitzdächern; hinten oben in Blau ein silbernes Gotteslamm mit ringförmigem goldenem Nimbus, am goldenen Kreuzstab eine silberne Fahne mit rotem Kreuz; hinten unten in Silber wachsend ein schwarz gefugter roter Brunnen mit schwarzem Brunnenloch und darüber einem vom aus der Teilung herabhängenden schwarzen Brunnenseil gehaltenen schwarzen Eimer.“
Auf seiner konstituierenden Sitzung am 14. Januar 2010 beschloss der Rat der Gemeinde das vom Magdeburger Kommunalheraldiker Jörg Mantzsch gestaltete und ins Genehmigungsverfahren geführte Wappen, welches aus Elementen der Wappen der Ortsteile Born, Hillersleben und Neuenhofe besteht. Die Symbolik wurde gegenüber den Ortsteilwappen jedoch im Sinne der Wappenkunst vom Heraldiker korrigiert: Die Kirchtürme wurden bekreuzt, um sie als eindeutig christliche Bauten darzustellen, Kirche und Brunnen sind „wachsend“ positioniert und der Brunnenschacht ist kein Durchbruch und wurde darum schwarz tingiert.

### Flagge
Die Flagge ist weiß - blau (1:1) gestreift (Querform: Streifen waagerecht verlaufend, Längsform: Streifen senkrecht verlaufend) und mittig mit dem Gemeindewappen belegt.

## Geschichte
Westheide entstand am 1. Januar 2010 im Zuge der Gemeindegebietsreform in Sachsen-Anhalt durch den Zusammenschluss der bis dahin selbstständigen Gemeinden Born, Hillersleben und Neuenhofe.

## Bauwerke
Die in der Gemeinde befindlichen Kulturdenkmale sind in der Liste der Kulturdenkmale in Westheide eingetragen, die Bodendenkmale in der Liste der Bodendenkmale in Westheide.